# Soeren Voima
Soeren Voima ist das Sammelpseudonym von Robert Schuster (* 1970), einem deutschen Regisseur und Hochschullehrer, und Christian Tschirner (* 1969), einem deutschen Schauspieler und Regisseur.

## Werke
- Zusammen mit Matteo Francesco Fargion: Das Kontingent [Musikdruck]. Henschel-Schauspiel, Berlin 2000 (Partitur)
- Herr Ritter von der traurigen Gestalt. Henschel Schauspiel, Berlin 2010, 1. Auflage
- Othello nach William Shakespeare